# Cantons de la Savoia
Els Cantons de la Savoia són 37 i s'agrupen en tres districtes: 
- Districte d'Albertville (9 cantons), amb cap a la sotsprefectura d'Albertville: cantó d'Aime - cantó d'Albertville-Nord - cantó d'Albertville-Sud - cantó de Beaufort-sur-Doron - cantó de Bourg-Saint-Maurice - cantó de Bozel - cantó de Grésy-sur-Isère - cantó de Moûtiers - cantó d'Ugine
- Districte de Chambéry (22 cantons), amb cap a la prefectura de Chambéry: cantó d'Aix-les-Bains-Centre - cantó d'Aix-les-Bains-Nord-Grésy - cantó d'Aix-les-Bains-Sud - cantó d'Albens - cantó de Chambéry-Est - cantó de Chambéry-Nord/Sonnaz - cantó de Chambéry-Sud - cantó de Chambéry-Sud/Ouest - cantó de Chamoux-sur-Gelon - cantó du Châtelard - cantó de Cognin - cantó de Montmélian - cantó de La Motte-Servolex - cantó de La Ravoire - cantó de La Rochette - cantó de Saint-Alban-Leysse - cantó de Saint-Pierre-d'Albigny - cantó des Échelles - cantó de Pont-de-Beauvoisin - cantó de Ruffieux - cantó de Saint-Genix-sur-Guiers - cantó de Yenne
- Districte de Saint-Jean-de-Maurienne (6 cantons), amb cap a la sotsprefectura de Saint-Jean-de-Maurienne: cantó d'Aiguebelle - cantó de La Chambre - cantó de Lanslebourg-Mont-Cenis - cantó de Modane - cantó de Saint-Jean-de-Maurienne - cantó de Saint-Michel-de-Maurienne